# Drepanocarpus cumingiana
Drepanocarpus cumingiana là một loài thực vật có hoa trong họ Đậu. Loài này được (Benth.) Kurz mô tả khoa học đầu tiên năm 1876.